# Will to Power (Band)
Will to Power ist eine US-amerikanische Popband.

## Biografie
Will to Power wurde Mitte der 1980er Jahre von Bob Rosenberg (* 18. Januar 1959) gegründet. Der Bandname ist eine Anlehnung an Friedrich Nietzsches „Wille zur Macht“. 1987 hatte die Band mit dem Lied Dreamin’ ihren ersten Hit. Ein Medley aus Baby, I Love Your Way von Peter Frampton und Free Bird von Lynyrd Skynyrd, das 1988 unter dem Titel Freebaby erschien, erreichte Platz 1 der US-Charts und Platz 6 in Großbritannien. Eine Coverversion des 10cc-Hits I’m Not in Love kam in der amerikanischen Hitparade bis auf Platz 7.

## Diskografie

### Alben
| Jahr | Titel         | Höchstplatzierung, Gesamtwochen, AuszeichnungChartplatzierungen (Jahr, Titel, Platzierungen, Wochen, Auszeichnungen, Anmerkungen) | Höchstplatzierung, Gesamtwochen, AuszeichnungChartplatzierungen (Jahr, Titel, Platzierungen, Wochen, Auszeichnungen, Anmerkungen) | Höchstplatzierung, Gesamtwochen, AuszeichnungChartplatzierungen (Jahr, Titel, Platzierungen, Wochen, Auszeichnungen, Anmerkungen) | Anmerkungen              |
| Jahr | Titel         | DE | UK | US | Anmerkungen              |
| ---- | ------------- | --- | --- | --- | ------------------------ |
| 1988 | Will to Power | — | — | US68 (29 Wo.)US | Produzent: Bob Rosenberg |
| 1991 | Journey Home  | — | — | US178 (4 Wo.)US | Produzent: Bob Rosenberg |

Weitere Alben
- 1996: Love Power (Kompilation)
- 2004: Spirit Warrior

### Singles
| Jahr | Titel Album                                                      | Höchstplatzierung, Gesamtwochen, AuszeichnungChartplatzierungen (Jahr, Titel, Album, Platzierungen, Wochen, Auszeichnungen, Anmerkungen) | Höchstplatzierung, Gesamtwochen, AuszeichnungChartplatzierungen (Jahr, Titel, Album, Platzierungen, Wochen, Auszeichnungen, Anmerkungen) | Höchstplatzierung, Gesamtwochen, AuszeichnungChartplatzierungen (Jahr, Titel, Album, Platzierungen, Wochen, Auszeichnungen, Anmerkungen) | Anmerkungen                                                                                           |
| Jahr | Titel Album                                                      | DE | UK | US | Anmerkungen                                                                                           |
| ---- | ---------------------------------------------------------------- | --- | --- | --- | --- |
| 1987 | Dreamin’ Will to Power                                           | — | — | US50 (16 Wo.)US | Autor: Bob Rosenberg                                                                                  |
| 1988 | Say It’s Gonna Rain Will to Power                                | — | — | US49 (14 Wo.)US | Autor: Bob Rosenberg                                                                                  |
| 1989 | Freebaby (Medley: Baby I Love Your Way / Freebird) Will to Power | DE18 (10 Wo.)DE | UK6 (9 Wo.)UK | US1 Gold · (24 Wo.)US | Autoren: Peter Frampton / A. Collins, R. Van Zant Originale: P. Frampton, 1975 / Lynyrd Skynyrd, 1975 |
| 1989 | Fading Away Will to Power                                        | — | UK84 (2 Wo.)UK | US65 (10 Wo.)US | Autor: Bob Rosenberg                                                                                  |
| 1990 | I’m Not in Love Journey Home                                     | DE48 (10 Wo.)DE | UK29 (9 Wo.)UK | US7 (18 Wo.)US | Autoren: Eric Stewart, Graham Gouldman Original: 10cc, 1975                                           |

Weitere Singles
- 1990: Fly Bird
- 1990: Boogie Nights
- 2002: Shalom
- 2004: Dreamin’ (Again) (feat. Gioia)
- 2004: Spirit Warrior – The Remixes